# Zkouška dospělosti (film)
Zkouška dospělosti (v originále Rites of Passage) je americký hraný film z roku 1999, který režíroval Victor Salva podle vlastního scénáře. Snímek měl světovou premiéru na Seattle Lesbian and Gay Film Festivalu 27. října 1999.

## Děj
D.J. Farraday náhodou zjistí, že jeho otec Del má milenku. Otec se synem se proto rozhodnou strávit víkend na rodinné chatě u jezera, aby si celou situaci ujasnili. Když dorazí do chaty, najdou zde Delova mladšího syna Campbella. Campbell se s otcem nestýká od té doby, co ho otec překvapil s jeho tehdejším milencem Billym. D.J. přemluví Campbella, aby zůstal a pokusil se s otcem smířit. Večer se v chatě objeví dva uprchlí trestanci Frank a Red a předstírají, že potřebují pomoc s rozbitým autem. Brzy se ukáže, že Campbell vězně zná a je s nimi v jakémsi spolčení. Otec a synové musejí držet spolu a vyřešit své vzájemné problémy, aby dokázali čelit nebezpečí.

## Obsazení
| Dean Stockwell    | Del Farraday      |
| James Remar       | Frank Dabbo       |
| Jason Behr        | Campbell Farraday |
| Robert Glen Keith | D.J. Farraday     |
| Jaimz Woolvett    | Red Tenney        |